# Делайе, Саша
Саша́ Дела́й (фр. Sacha Delaye; род. 23 апреля 2002, Рен) — французский футболист, полузащитник австрийского клуба «Аустрия». 
Отец Саши, Филипп — бывший профессиональный футболист, который также выступал за «Монпелье».

## Клубная карьера
Делайе — воспитанник клуба «Монпелье». 23 мая 2021 года в матче против «Нант» он дебютировал в  Лиге 1.